# Lista odcinków serialu Grimm
Tu znajduje się lista odcinków amerykańskiego serialu telewizyjnego Grimm. Seria ta, stworzona przez Davida Greenwalta, Jima Koufa i Stephena Carpentera, opowiada o jednym z ostatnich znanych potomków Grimmów, Nicku. Serial jest emitowany na stacji NBC w Stanach Zjednoczonych, a w Polsce na Canal+ oraz Canal+ Film.
| Sezon | Sezon | Odcinki | Oryginalna emisja    | Oryginalna emisja | Oryginalna emisja | Oryginalna emisja    | Oryginalna emisja |
| Sezon | Sezon | Odcinki | Premiera sezonu      | Finał sezonu      | Premiera sezonu   | Finał sezonu         |                   |
| ----- | ----- | ------- | -------------------- | ----------------- | ----------------- | -------------------- | ----------------- |
|       | 1     | 22      | 28 października 2011 | 18 maja 2012      | 5 lipca 2012      | 13 września 2012     |                   |
|       | 2     | 22      | 13 sierpnia 2012     | 21 maja 2013      | 3 czerwca 2013    | 28 października 2013 |                   |
|       | 3     | 22      | 25 października 2013 | 16 maja 2014      | 26 maja 2014      | 20 października 2014 |                   |
|       | 4     | 22      | 24 października 2014 | 15 maja 2015      | 2 lipca 2015      | 10 września 2015     |                   |
|       | 5     | 22      | 30 października 2015 | 20 maja 2016      | 6 grudnia 2016    | 28 grudnia 2016      |                   |
|       | 6     | 13      | 6 stycznia 2017      | 31 marca 2017     | 21 marca 2017     | 25 kwietnia 2017     |                   |

## Obsada

### Główne postaci
- David Giuntoli – Nick Burkhardt
- Russell Hornsby – Hank Griffin
- Bitsie Tulloch – Juliette Silverton
- Silas Weir Mitchell – Monroe
- Sasha Roiz – kapitan Sean Renard
- Reggie Lee – sierżant Andrew „Drew” Wu
- Bree Turner – Rosalee Calvert
- Claire Coffee – Adalind Schade

### Postaci epizodyczne

#### Występujące od 1. sezonu
- Kate Burton – Marie Kessler (2 odcinki)
- Sharon Sachs – dr Harper (11 odcinków)
- Danny Bruno – Rupert „Bud” Ferdinand Wurstner (21 odcinków)
- Mary Elizabeth Mastrantonio – Kelly Burkhardt (6 odcinków)
- Robert Blanche – Franco (23 odcinki)
- Jessica Tuck – Catherine Schade (3 odcinki)

#### Występujące od 2. sezonu
- Christian Lagadec – Sebastien (powiernik kapt. Renarda) (18 odcinków)
- James Frain – książę Eric Renard (7 odcinków)
- Shohreh Aghdashloo – Stefania Vaduva Popescu (7 odcinków)
- Mary McDonald-Lewis – Frau Pech (Pani Pech) (4 odcinki[a])
- Bertila Damas – Pilar (4 odcinki)
- Reg E. Cathey – Baron Samedi (3 odcinki)
- Michael Grant Terry – Ryan Smulson (3 odcinki)
- Nurmi Husa – De Groot (3 odcinki)
- Spencer Conway – Alexander (4 odcinki)

#### Występujące od 3. sezonu
- Damien Puckler – Martin Meisner (13 odcinków)
- Alexis Denisof – Jego Wysokość Viktor Chlodwig zu Schellendorf von Konigsburg (17 odcinków)
- Sharon Leal – Zuri Ellis (2 odcinki)
- Alicia Lagano – Alicia (2 odcinki)
- Chris Mulkey – Bart, ojciec Monroego (3 odcinki)
- Dee Wallace – Alice, matka Monroego (3 odcinki)
- C. Thomas Howell – agent FBI Weston Steward (4 odcinki)
- Jacqueline Toboni – Theresa „Trubel” Rubel (13 odcinków)
- Lucas Near-Verbrugghe – Josh Porter (4 odcinki)
- Philip Anthony-Rodriguez – Marcus Rispoli (11 odcinków)
- Laura Faye Smith – DeEtta Calvert (2 odcinki)
- Bryar Freed-Golden – Gloria Calvert (2 odcinki)

#### Występujące od 4. sezonu
- Louise Lombard – Elizabeth Lascelles (6 odcinków)
- Elizabeth Rodriguez – agentka specjalna Chavez (4 odcinki)
- Will Rothhaar – Jessie Acker (3 odcinki)
- Garcelle Beauvais – Henrietta (5 odcinki)
- Nico Evers-Swindell – książę Kenneth Alun Goderich Bowes-Lyon (7 odcinków)
- David Ury – Hofmann (4 odcinki)

## Spis odcinków

### Seria 2 (2012–2013)
W Polsce premierowe odcinki drugiego sezonu można było oglądać w poniedziałki o 20:30 na kanale Canal+ Film 2. Serial był również emitowany na kanałach Canal+ Film oraz Canal+ HD.

### Seria 3 (2013–2014)
Serial został prolongowany do serii trzeciej, która również obejmuje 22 odcinki. W Polsce trzeci sezon od 26 maja 2014 ma swoje premiery na kanale Canal+ Film w poniedziałki o 20:00.
| 1 | The Ungrateful Dead               | Niewdzięczni umarli                     | Norberto Barba        | David Greenwalt Jim Kouf                     | 25 października 2013 | 26 maja 2014         |
| Nick zostaje porwany przez barona Samedi, ale próba wywiezienia go z kraju kończy się niepowodzeniem. Policjanci w tym czasie próbują poradzić sobie z kryzysem, a Juliette, Monroe, Hank, Rosalee i kapitan Renard podążają śladami Nicka, który wydostał się z samolotu i nie jest sobą. Stefania razem z Adalind kontynuują dopełnianie zawartej między nimi umowy. Kapitan Renard wydaje na swojego brata wyrok śmierci. Cytat odcinka: But if I stand at the sick person’s feet, he is mine. (tłum. Ale jeśli stanę w nogach chorego, będzie on mój.) |                                   |                                         |                       |                                              |                      |                      |
| 2 | PTZD                              | Pod wpływem                             | Eric Laneuville       | David Greenwalt Jim Kouf                     | 1 listopada 2013     | 2 czerwca 2014       |
| Monroe, Hank, Rosalee i Juliette podążają śladem Nicka, starając się odwrócić stan w jaki wprawił go baron Samedi i zapobiec katastrofie. Sprawy komplikują się, gdy umiera jedna z osób z którą Nick walczył. W międzyczasie, kapitan Renard stara się sprzątnąć całą sprawę pod dywan, zarówno w Portland, jak i za granicą. Adalind wciąż spędza czas ze Stefanią, będąc na dobrej drodze do odzyskania swoich zdolności Hexenbiest. Cytat odcinka: It is no more surprising to be born twice than once; everything in nature is resurrection. (tłum. Nie jest bardziej zaskakujące narodzić się dwa razy niż raz. Wszystko w przyrodzie się odradza.) |                                   |                                         |                       |                                              |                      |                      |
| 3 | A Dish Best Served Cold           | Danie, które najlepiej smakuje na zimno | Karen Gaviola         | Rob Wright                                   | 8 listopada 2013     | 9 czerwca 2014       |
| Nick i Hank prowadzą sprawę bardzo dziwnych śmierci – ofiary wspinają się na drzewa, gdzie ich wnętrzności eksplodują. Wkrótce okazuje się, że po raz kolejny na światło dzienne wychodzi niekończący się zatarg pomiędzy Bauerschwein a Blutbaden. Monroe proponuje Rosalee wprowadzenie się do niego. Cytat odcinka: Tis Death’s Park, where he breeds life to feed him. Cries of pain are music for his banquet. (tłum. Śmierć karmi się życiem, które hoduje na Ziemi. Krzyki bólu towarzyszą jej podczas uczty.) |                                   |                                         |                       |                                              |                      |                      |
| 4 | One Night Stand                   | Przygoda na jedną noc                   | Steven DePaul         | Sean Calder                                  | 15 listopada 2013    | 16 czerwca 2014      |
| Gdy Nick i Hank badają sprawę topielca z dziwnymi śladami wokół kostek, natykają się na Wesen silnie związane z wodą. W tym czasie Rosalee rozpakowuje swoje rzeczy w domu Monroego, a kapitan Renard zaczyna podejrzewać, kim mogą być rodzice królewskiego dziecka. Cytat odcinka: More and more she grew to love human beings and wished that she could leave the sea and live among them. (tłum. Coraz bardziej zaczęła kochać ludzi i coraz silniej pragnęła zostawić morze i żyć między nimi.) |                                   |                                         |                       |                                              |                      |                      |
| 5 | El Cucuy                          | El Cucuy                                | John Behring          | Michael Golamco                              | 29 listopada 2013    | 23 czerwca 2014      |
| W niespokojnej dzielnicy dwaj rabusie, a później niedoszły gwałciciel zostają brutalnie zamordowani. Nick i Hank są na tropie Wesen kojarzonego z legendą El Cucuy. W tym czasie Juliette poznaje prawdę o matce Nicka, matka Monroe dzwoni do syna, a kapitan Renard otrzymuje informacje na temat dziecka Adalind. Cytat odcinka: Duérmete niño, duérmete ya... Que viene el Coco y te comerá. / Sleep child, sleep now... Or else the Boogeyman will come and eat you. (tłum. Śpij dziecko, śpij, bo przyjdzie kukułka i cię zje.) (hiszpański El cucuy, amerykański Bogeyman. Słowiańskim odpowiednikiem tego demona jest Bobo.) |                                   |                                         |                       |                                              |                      |                      |
| 6 | Stories We Tell Our Young         | Opowieści dla naszych dzieci            | Aaron Lipstadt        | Michael Duggan                               | 6 grudnia 2013       | 30 czerwca 2014      |
| Dziecko morduje księdza podczas przeprowadzanego na nim egzorcyzmu. Hank i Nick, dowiadują się, że dziecko ma w sobie gniewnego ducha opętującego dzieci, zwanego Grosen, który według przekazów jest szczególnie niebezpieczny. Ponieważ każdy Grosen musi zostać zgłoszony Radzie Wesen, Roselee jest zmuszona ją powiadomić, w wyniku czego do Portland wysłany zostaje skrytobójca. W tym czasie Adalind spotyka kolejnego członka królewskiej rodziny, a kapitan Renard wyjeżdża w interesach. Cytat odcinka: We don’t believe, we only fear. (z mitologii inuickiej) (tłum. Nie wierzymy, tylko się boimy.) |                                   |                                         |                       |                                              |                      |                      |
| 7 | Cold Blooded                      | Zimna krew                              | Terrence O’Hara       | Thomas Ian Griffith                          | 13 grudnia 2013      | 7 lipca 2014         |
| Nick i Hank prowadzą śledztwo związane z serią kradzieży i brutalnymi morderstwami, napotykając na swej drodze Wesen żyjące w kanałach. Gdy po pozornym złapaniu winowajcy Hank zostaje porwany, Nick zmuszony jest ruszyć partnerowi na pomoc. W tym czasie kapitan Renard jest w Austrii i planuje spotkać się z przedstawicielami Ruchu Oporu, a Adalind dostaje propozycję nie do odrzucenia. Cytat odcinka: But for the pit confounders, let them go, and find as little mercy as they show! (tłum. Siepaczy z czeluści wystrzegajcie się i miłosierdzia nie okazujcie im, o nie.) |                                   |                                         |                       |                                              |                      |                      |
| 8 | Twelve Days of Krampus            | Dwanaście dni Krampusa                  | Tawnia McKiernan      | Dan E. Fesman                                | 13 grudnia 2013      | 14 lipca 2014        |
| Gdy dwaj nastolatkowie kradną prezenty świąteczne ludziom by je potem odsprzedać, zostają przyłapani przez Wesen ubranego jak święty Mikołaj. Chłopacy zostają przez niego pobici a jeden z nich zostaje porwany. Jaki czas później innego nastolatka spotyka ten sam los, a na miejscu napastnik zostawia tylko dwa kawałki węgla. Nick i Hank dowiadują się, że mogą mieć do czynienia z legendarnym Krampusem. W tym czasie Monroe prosi Juliette o pomoc przy dekoracjach świątecznych swojego domu by zrobić niespodziankę Rosalee, a kapitan Renard odbywa spotkanie z przedstawicielami Ruchu Oporu, a potem zakrada się do mieszkania Adalind i zostawia jej wiadomość z prośbą o spotkanie. Cytat odcinka: O Christmas Tree, O Christmas Tree, How steadfast are your branches! (tłum. O choinko, choinko, jak wytrzymałe są twe gałązki.) |                                   |                                         |                       |                                              |                      |                      |
| 9 | Red Menace                        | Czerwone zagrożenie                     | Allan Kroeker         | Alan DiFiore                                 | 3 stycznia 2014      | 21 lipca 2014        |
| Nick i Hank badają sprawę morderstwa kelnera i próby zabicia rosyjskiego uzdrowiciela, który okazuje się Wesen z bardzo niebezpieczną przeszłością. W tym czasie Juliette pomaga przyjaciółce uciec od męża, który stosował wobec niej przemoc, a Hank próbuje zaprosić Zuri – swoją fizjoterapeutkę – na randkę. Kapitan w końcu spotyka się z Adalind i przestrzega ją przed rodziną królewską, a następnie wraca do kraju i pomaga w śledztwie Nickowi i Hankowi. Cytat odcinka: To kill Koschei the Deathless, first you must find his soul, which is hidden in an egg, in a duck in a lead chest buried beneath an oak tree. (tłum. By zabić Kościeja Nieśmiertelnego trzeba znaleźć jego duszę schowaną w jajku, które tkwi w kaczce znajdującej się w ołowianej skrzyni zakopanej pod dębem.)                                                |                                   |                                         |                       |                                              |                      |                      |
| 10 | Eyes of the Beholder              | Oko obserwatora                         | Peter Werner          | Thomas Ian Griffith                          | 10 stycznia 2014     | 28 lipca 2014        |
| Nick i Hank badają sprawę zabójstwa i usiłowania zabójstwa, która na pierwszy rzut oka ma związek z lokalnym gangiem. Sprawy komplikują się gdy jedyny świadek zdarzenia okazuje się adoptowanym synem fizjoterapeutki Hanka. W tym czasie Juliette postanawia powiedzieć przyjaciółce o tym, że Nick jest Grimmem. Cytat odcinka: I am glad 'tis night, you do not look on me, for I am much ashamed of my exchange. (tłum. Dziękuję nocy, że mnie nikt nie widzi bo sama własnej przemiany się wstydzę.) |                                   |                                         |                       |                                              |                      |                      |
| 11 | The Good Soldier                  | Dobry żołnierz                          | Rashaad Ernesto Green | Rob Wright                                   | 17 stycznia 2014     | 4 sierpnia 2014      |
| Nick i Hank pracują nad rozwiązaniem sprawy morderstwa weteranów wojennych, oskarżonych wcześniej o gwałt i zbrodnie wojenne. W tym czasie Rosalee i Monroe odwiedzają matkę i starszą siostrę Rosalee, a Adalind zaczyna odzyskiwać swoje zdolności. Cytat odcinka: Eye for eye, tooth for tooth, hand for hand, foot for foot. (tłum. Oko za oko, ząb za ząb, rękę za rękę, nogę za nogę.) |                                   |                                         |                       |                                              |                      |                      |
| 12 | The Wild Hunt                     | Dzikie łowy                             | Rob Bailey            | Jim Kouf David Greenwalt                     | 24 stycznia 2014     | 11 sierpnia 2014     |
| Podczas gdy Monroe i Rosalee zaczynają planować swój ślub i przygotowywać się na odwiedziny rodziców Monroego, Juliette próbuje skontaktować się z matką Nicka. Nick i Hank zostają wezwani do serii morderstw policjantów, których sprawca skalpuje swoje ofiary. Cytat odcinka: Come back in the evening, I’ll have the door locked to keep out the wild huntsmen. (tłum. Wróć wieczorem. Drzwi będą zamknięte na klucz przed myśliwymi.) Fabuła, jak i tytuł odcinka odwołuje się również do legendy o Dzikim Gonie. |                                   |                                         |                       |                                              |                      |                      |
| 13 | Revelation                        | Objawienie                              | Terrence O’Hara       | David Greenwalt Jim Kouf                     | 28 lutego 2014       | 18 sierpnia 2014     |
| Monroe próbuje przekonać rodziców do swoich wyborów życiowych. Nick stara się rozwiązać sprawę skalpów i uzyskać pomoc by rozważyć tę sprawę pod kątem Wesen. Renard kontaktuje się z Adalind i aranżuje jej ucieczkę z hotelu, by zapewnić jej bezpieczeństwo. Cytat odcinka: Still, after a short time the family’s distress again worsened, and there was no relief anywhere in sight. (tłum. Niedługo potem bieda znów zawitała w ich progi i znikąd nie było pomocy.) Fabuła odcinka odwołuje się również do opowieści o Samsonie i Dalili, a także do legendy o Dzikim Gonie. |                                   |                                         |                       |                                              |                      |                      |
| 14 | Mommy Dearest                     | Ukochana mamusia                        | Norberto Barba        | Brenna Kouf                                  | 7 marca 2014         | 25 sierpnia 2014     |
| Gdy Wesen atakuje przyjaciółkę sierżanta Wu, Nick i Hank muszą zdecydować czy powiedzieć Wu prawdę. Adalind rodzi dziewczynkę. Cytat odcinka: I am going off to a house and entering it like a snake... I will devour their babes and make their hearts ache. (filipińska legenda o Aswangu) (tłum. Do ich domu się udam pod węża postacią, pożrę ich dziatki, więcej ich nie zobaczą.) |                                   |                                         |                       |                                              |                      |                      |
| 15 | Once We Were Gods                 | Kiedyś byliśmy bogami                   | Steven DePaul         | Alan DiFiore                                 | 14 marca 2014        | 1 września 2014      |
| Nick i Hank badają sprawę morderstwa w instytucie badawczym, związanym z odkrytą niedawno mumią egipską, która okazuje się być utrwaloną w procesie mumifikacji Wesen. Dodatkowo w całą sytuację miesza się Rada Wesen. Sierżant Wu musi poradzić sobie z ostatnimi wydarzeniami, a z pomocą przychodzi mu Juliette. W tym czasie w Austrii szpiegostwo Sebastiena zostaje odkryte, więc Meisner i Adalind są zmuszeni uciekać. Cytat odcinka: You shall not become corrupt, you shall not become putrid, you shall not become worms. (tłum. Nie będziesz się rozkładać. Nie zjedzą cię robaki.) |                                   |                                         |                       |                                              |                      |                      |
| 16 | The Show Must Go On               | Przedstawienie musi trwać               | Paul A. Kaufman       | Marc Gaffen Kyle McVey                       | 21 marca 2014        | 8 września 2014      |
| Podwójne morderstwo prowadzi Nicka i Hanka do wesołego miasteczka, Monroe i Rosalee również tam zmierzają by odkryć, co się tam wyprawia. Członek Ruchu oporu poświęca się dla Adalind. Cytat odcinka: Under such conditions, whatever is evil in men’s natures comes to the front. (tłum. W takich warunkach ujawnia się to co złe w ludzkiej naturze.) |                                   |                                         |                       |                                              |                      |                      |
| 17 | Synchronicity                     | Synchroniczność                         | David Solomon         | Michael Duggan Michael Golamco               | 4 kwietnia 2014      | 15 września 2014     |
| Niespodziewany sprzymierzeniec pomaga Adalind i jej dziecku bezpiecznie wydostać się ze Szwajcarii. Przygotowania do ślubu Rosalee i Monroego przypominają Juliette i Nickowi o ich porażce zaręczynowej. Cytat odcinka: In all chaos there is a cosmos, in all disorder a secret order. (tłum. W całym chaosie jest kosmos, w całym nieporządku sekretny porządek.) |                                   |                                         |                       |                                              |                      |                      |
| 18 | The Law of Sacrifice              | Prawo poświęcenia                       | Terrence O’Hara       | Michael Duggan Michael Golamco               | 11 kwietnia 2014     | 22 września 2014     |
| Książę Viktor i nowy szef Verratu dzwoni do skorumpowanego agenta FBI z poleceniem zabicia Adalind i kapitana Renarda oraz odebrania dziecka. Podczas gdy książę Viktor zmierza do Portland, Nick, jego matka oraz Renard opracowują plan by pozbyć się problemu rodziny królewskiej ścigającej dziecko raz na zawsze. Cytat odcinka: The Queen was terrified and offered the little man all the riches of the kingdom, if only he would leave the newborn child alone. (tłum. Królowa obiecała karzełkowi bogactwa, byle pozostawił jej nowonarodzone dziecię.) |                                   |                                         |                       |                                              |                      |                      |
| 19 | Nobody Knows the Trubel I’ve Seen | Kłopoty                                 | Norberto Barba        | David Greenwalt Jim Kouf                     | 25 kwietnia 2014     | 29 września 2014     |
| Gdy dwójka niebezpiecznych Wesen zostaje znaleziona martwa, Nick zakłada, że zostali zabici przez innego Wesena. Okazuje się jednak, że zabójcą jest młoda dziewczyna, która jest Grimmem, lecz nie ma pojęcia co to znaczy. Nick postanawia się nią zaopiekować i zabiera ją do przyczepy. W tym czasie wściekła Adalind szuka pomocy w odzyskaniu dziecka, a gdy jej nie otrzymuje, decyduje się zadzwonić do księcia Viktora. Cytat odcinka: Nobody knows the trouble I’ve seen, nobody knows my sorrow. (piosenka Nobody Knows the Trouble I’ve Seen) (tłum. Nikt nie wie co widziały oczy me, nikt nie zna mego smutku.) |                                   |                                         |                       |                                              |                      |                      |
| 20 | My Fair Wesen                     | Moja piękna Wesenka                     | Clark Mathis          | Thomas Ian Griffith, Rob Wright, Sean Calder | 2 maja 2014          | 6 października 2014  |
| Nick z pomocą Hanka, Monroe i Rosalee kontynuuje edukację Teresy w zakresie Wesen. Tymczasem zostaje popełnione morderstwo, a Nick i Hank decydują się na zabranie ze sobą Teresy. W tym czasie Adalind szuka czegoś należącego do jej matki. Cytat odcinka: No longer a dark, gray bird, ugly and disagreeable to look at, but a graceful and beautiful swan. (tłum. Nie było już szarym, odrażającym ptakiem, ale samo stało się pięknym łabędziem.) Tytuł odcinka nawiązuje do musicalu My Fair Lady. |                                   |                                         |                       |                                              |                      |                      |
| 21 | The Inheritance                   | Dziedzictwo                             | Eric Laneuville       | Dan E. Fesman                                | 9 maja 2014          | 13 października 2014 |
| Podczas wspólnego obiadu z Rosalee, Monroe, Trubel i Juliette, do Nicka dzwoni człowiek o imieniu Josh. Jego ojciec, Rolek, umiera i jego ostatnim życzeniem jest, by przekazać Nickowi wszystkie przedmioty należące go niego jako Grimma, ponieważ obawia się, że jego syn nie doceni takiego spadku. Sprawy kompilują się, ponieważ Rolkowi siedzą na ogonie agenci Verratu ze specjalnej sekcji zwanej Ahnenerbe, która ma za zadanie zdobyć klucz znajdujący się w jego posiadaniu. Tymczasem Adalind warzy magiczną miksturę. Cytat odcinka: 'No,' said the King. I’d rather die than place you in such great danger as you must meet with in your journey. (baśń braci Grimm nr 97 Woda życia) (tłum. – Nie – powiedział król. – Niebezpieczeństwo jest zbyt wielkie. Lepiej będzie mi umrzeć.)                                              |                                   |                                         |                       |                                              |                      |                      |
| 22 | Blond Ambition                    | Blondynka z ambicjami                   | Norberto Barba        | David Greenwalt Jim Kouf                     | 16 maja 2014         | 20 października 2014 |
| Monroe i Rosalee stają na ślubnym kobiercu mimo kłopotów z suknią ślubną. Adalind w końcu finalizuje plan zabrania Nickowi jego zdolności, co stawia na włosku nie tylko karierę Nicka jako Grimma, ale również jego związek z Juliete oraz ślub. Kapitan Renard zostaje postrzelony przez członka Verratu. Cytat odcinka: Turn back, turn back, thou pretty bride, within this house thou must not abide. For here do evil things betide. (tłum. Zawróć oblubienico luba, bo w domu tym rychła cię czeka zguba.) |                                   |                                         |                       |                                              |                      |                      |

### Seria 4 (2014–2015)
19 marca 2014 roku NBC oficjalnie zamówiła 4 sezon Grimm. W Polsce premiera wyświetlana była na kanale Canal+ od 2 lipca 2015 w każdy czwartek po dwa odcinki naraz. Odcinki tego sezonu są również wyświetlane na kanałach Canal+ 1 oraz Canal+ Seriale.
| 1 | Thanks for the Memories       | Dzięki za wspomnienia                                         | Norberto Barba     | David Greenwalt Jim Kouf    | 24 października 2014 | 2 lipca 2015     |
| Z powodu śmierci poszukiwanego agenta z rąk Trouble w domu Nicka, FBI przejmuje śledztwo. Kapitan Renard walczy o życie. Tymczasem w mieście pojawia się Wesen „zjadający” wspomnienia swoich ofiar, by wykraść tajne informacje. Nick do rozwiązania sprawy używa pomocy Teresy. Cytat odcinka: Knowledge is power. (Wiedza to potęga.) (łacińska sentencja: Scientia potentia est) |                               |                                                               |                    |                             |                      |                  |
| 2 | Octopus Head                  | Łeb ośmiornicy                                                | Terrence O’Hara    | David Greenwalt Jim Kouf    | 31 października 2014 | 2 lipca 2015     |
| Matka kapitana Renarda ratuje syna od śmierci. W tym czasie Viktor zamyka Adalind w specjalnej celi. Trubel śledzi Gedächtnis Essera. Nick i Adalind nawiązują połączenie mentalne. Trubel zostaje porwana przez agentkę specjalną Chavez. Cytat odcinka: A man’s real possession is his memory. In nothing else is he rich, In nothing else he is poor. (Alexander Smith, szkocki poeta) |                               |                                                               |                    |                             |                      |                  |
| 3 | The Last Fight                | Ostatnia walkahttps://www.ipla.tv/wideo/serial/Grimm/5017821/ | Paul Kaufman       | Thomas Ian Griffith         | 7 listopada 2014     | 9 lipca 2015     |
| Agent Chavez składa Trubel propozycję dołączenia do grupy zajmującej się usuwaniem niebezpiecznych wesen ze społeczeństwa. Nick i Hank prowadzą sprawę morderstwa byłego boksera, korzystając z pomocy Trubel. Elizabeth, matka kapitana, z pomocą Monroe i Rosalee, szukają sposobu na przywrócenie Nickowi jego zdolności. Adalind ucieka z więzienia dzięki pomocy z zewnątrz. Cytat odcinka: Stars, hide your fires; let not light see my black and deep desires. |                               |                                                               |                    |                             |                      |                  |
| 4 | Dyin’ on a Prayer             | Dobrymi intencjami                                            | Tawnia McKiernan   | Sean Calder                 | 14 listopada 2014    | 9 lipca 2015     |
| Nick i Hank prowadzą śledztwo w sprawie ofiar utopienia w glinie. Adalind wciąż próbuje się wydostać z zamku, ale zostaje zalana przez wodę. Wu zgłasza sprawę Teresy kapitanowi Renardowi. Elizabeth znajduje sposób na odzyskanie zdolności Nicka. Cytat odcinka: Oh, remember that you fashioned me out of clay! Will you then bring me down to dust? |                               |                                                               |                    |                             |                      |                  |
| 5 | Cry Luison                    | Iluzja/Belssa                                                 | Eric Laneuville    | Michael Golamco             | 21 listopada 2014    | 16 lipca 2015    |
| Nick i Hank prowadzą sprawę, w której sprawczyni śmiertelnego wypadku jest uważana za chorą psychicznie, choć w rzeczywistości jest prześladowana przez Wesen typu Luison. Bud prosi Trubel o pomoc w rozwiązaniu problemu. Nick poważnie rozważa czy stać się na powrót Grimmem. Josh Porter ma problem z agentami Verratu i dzwoni do Nicka. Adalind jest pogrążona w iluzjach. Kapitan Renard się przeprowadza. Cytat odcinka: A liar will not be believed, even when he speaks the truth. (Nikt nie uwierzy kłamcy, nawet jeśli ten powie prawdę.) (bajka Ezopa Chłopiec który wołał o pomoc)                                                        |                               |                                                               |                    |                             |                      |                  |
| 6 | Highway of Tears              | Droga łez                                                     | John Behring       | Alan DiFiore                | 28 listopada 2014    | 16 lipca 2015    |
| Juliette decyduje się na pomoc Nickowi w odzyskaniu zdolności. Później Nick i Hank prowadzą śledztwo w sprawie porwania, które, jak szybko się Nick orientuje, nie było pierwsze tego typu. Nick odzyskuje w końcu swoje zdolności. Trubel odkrywa że jest śledzona przez współpracowników agentki Chavez. Do Portland w poszukiwaniu pomocy przyjeżdża Josh Porter. Cytat odcinka: There is no mercy in you. You cut off the heads of men and women and these you wear as a garland around your neck. |                               |                                                               |                    |                             |                      |                  |
| 7 | The Grimm Who Stole Christmas | Grimm, który ukradł święta                                    | John Gray          | Dan E. Fesman               | 5 grudnia 2014       | 23 lipca 2015    |
| Monroe ma świąteczną niespodziankę dla Rosalee. Trubel wraz z Joshem i z pomocą Buda prowadzą na własną rękę dochodzenie w sprawie prześladowania Monroe i Rosalee. Nick i Hank prowadzą śledztwo w sprawie włamań do domów i niszczenia mienia, co związane jest z rzadko spotykanym fenomenem w świecie Wesen. Cytat odcinka: I have but to swallow this, and be for the rest of my days persecuted by a legion of goblins, all of my own creation. Humbug, I’ll tell you; humbug! |                               |                                                               |                    |                             |                      |                  |
| 8 | Chupacabra                    |                                                               | Aaron Lipstadt     | Brenna Kouf                 | 12 grudnia 2014      | 23 lipca 2015    |
| Nick i Hank prowadzą sprawę ataków na ludzi, o które podejrzewana przez miejscowych jest Chupacabra. W tym czasie Monroe i Rosalee przygotowują się do wyjazdu na ich upragniony miesiąc miodowy, lecz organizacja zwana Secundum Naturae Ordinem Wesen (zwana także jako Wesenrein) wciąż nie daje im spokoju. Viktor wraz z Adalind decydują się wyruszyć w podróż. Wu konfrontuje Nicka i poznaje prawdę o Wesen. Juliette mierzy się z następstwami zaklęcia spreparowanego dla Nicka. Kapitan Renard spotyka się z członkiem Laufer, ruchu oporu. Cytat odcinka: Cuide su rebaño, nunca deje su lado. Cuide su sangre, el Chupacapbra tiene hambre. |                               |                                                               |                    |                             |                      |                  |
| 9 | Wesenrein                     |                                                               | Hanelle Culpepper  | Thomas Ian Griffith         | 16 stycznia 2015     | 30 lipca 2015    |
| Monroe zostaje porwany przez Wesenrein. Sierżant Wu poznaje prawdę o Wesen. Nick, Hank, kapitan Renard i sierżant Wu robią wszystko by tylko odnaleźć i uratować przyjaciela. Cytat odcinka: He had them brought before the court, and a judgement was handed down. |                               |                                                               |                    |                             |                      |                  |
| 10 | Tribunal                      | Trybunał                                                      | Peter Werner       | David Greenwalt Jim Kouf    | 23 stycznia 2015     | 30 lipca 2015    |
| Nick, Wu i reszta próbują odnaleźć miejsce w którym znajduje się Monroe, wykorzystując w tym nie do końca legalne środki. Monroe staje przed sądem prowadzonym przez Wesenrein, który ma orzec o jego winie lub niewinności. Hank przygotowuje Wu na konfrontację ze światem Wesen. Cytat odcinka: May the God of Vengeance now yield me His place to punish the wicked. |                               |                                                               |                    |                             |                      |                  |
| 11 | Death Do Us Part              | Póki śmierć nas nie rozłączy                                  | Constantine Makris | Jeff Miller                 | 30 stycznia 2015     | 6 sierpnia 2015  |
| Monroe i Rosalee w końcu wyjechali na swój miesiąc miodowy. Nick, Hank i Wu badają sprawę zabójstwa łowcy duchów w rzekomo nawiedzonym domu. Juliette szuka pomocy u kapitana Renarda, który kontaktuje ją z tajemniczą Henriettą. Cytat odcinka: He felt now that he was not simply close to her, but that he did not know where he ended and she began. |                               |                                                               |                    |                             |                      |                  |
| 12 | Maréchaussée                  | Żandarmeria                                                   | Eric Laneuville    | David Greenwalt Jim Kouf    | 6 lutego 2015        | 6 sierpnia 2015  |
| Nick, Hank i Wu badają morderstwa na zlecenie, w które zamieszana jest Rada Wesen. Głównym podejrzanym jest łowca nagród. Juliette spotyka się z Henriettą, co jednak nie oznacza dla niej dobrych wiadomości. Viktor, Adalind i Marcus Rispoli lądują w Portland i spotykają się z Renardem. Cytat odcinka: Everyone sees what you appear to be, few experience what you really are. |                               |                                                               |                    |                             |                      |                  |
| 13 | Trial by Fire                 | Próba ognia                                                   | Norberto Barba     | Sean Calder                 | 13 lutego 2015       | 13 sierpnia 2015 |
| W trakcie śledztwa w sprawie zagadkowego pożaru, w wyniku którego zginęły dwie osoby, Nick jest zmuszony prosić o pomoc Orsona, byłego policjanta, którego wsadził był za kratki (odcinek 1x06 The Three Bad Wolves). Viktor uczy Adalind o dobrze rozgrywanej dyplomacji. Dochodzi do konfrontacji pomiędzy Juliette i Adalind. Cytat odcinka: And glory like the phoenix midst her fires, Exhales her odours, blazes, and expires. (A chwała, jak feniks, wśród ognia roztacza aromaty, płonie i umiera.) |                               |                                                               |                    |                             |                      |                  |
| 14 | Bad Luck                      | Niefart/Pech                                                  | Terrence O’Hara    | Thomas Ian Griffith         | 20 marca 2015        | 13 sierpnia 2015 |
| Nick po dowiedzeniu się, że Juliette stała się Hexenbiest, odwiedza Henriettę. W międzyczasie Nick, Hank i Wu badają sprawę morderstwa nastolatka, któremu odcięto lewą stopę. Monroe i Rosalee idą pod przykrywką do kliniki leczenia bezpłodności by pomóc znaleźć mordercę. Adalind spotyka się z Renardem, by zaproponować mu połączenie sił, następnie odwiedza Henriettę gdzie dowiaduje się, że ponownie jest w ciąży. Cytat odcinka: No one is throughly superstitious as the godless man. (Nikt nie jest tak dogłębnie przesądny jak bezbożnik.)                                                                                                |                               |                                                               |                    |                             |                      |                  |
| 15 | Double Date                   | Podwójna randka                                               | Karen Gaviola      | Brenna Kouf                 | 27 marca 2015        | 20 sierpnia 2015 |
| Nick i Hank badają morderstwo, w które zamieszana jest para oszustów. Kapitan Renard prosi Monroe i Rosalee o pomoc w rozwiązaniu sprawy w fantomowym krwawieniem. Juliette mierzy się z trudną decyzją dotyczącą jej związku z Nickiem. Cytat odcinka: One could have called that shape a woman or a boy: for it seemed neither and seemed both. (Można było wziąć tę postać za kobietę lub chłopca. Nie wiadomo było kogo przypomina.) |                               |                                                               |                    |                             |                      |                  |
| 16 | Heartbreaker                  | Złamane serce                                                 | Rob Bailey         | Dan E. Fesman               | 3 kwietnia 2015      | 20 sierpnia 2015 |
| Cytat odcinka: How the silly frog does talk! He...can be no companion to any human being! (Żaba, która mówi, nie może być towarzyszem człowieka.) |                               |                                                               |                    |                             |                      |                  |
| 17 | Hibernaculum                  |                                                               | John Behring       | Michael Golamco             | 10 kwietnia 2015     | 27 sierpnia 2015 |
| Cytat odcinka: Ah! It was colder than ice; it penetrated to his very heart. |                               |                                                               |                    |                             |                      |                  |
| 18 | Mishipeshu                    |                                                               | Omar Madha         | Alan DiFiore                | 17 kwietnia 2015     | 27 sierpnia 2015 |
| Cytat odcinka: The Spirit you seek in the water is only a reflection of yourself. |                               |                                                               |                    |                             |                      |                  |
| 19 | Iron Hans                     | Żelazne ręce                                                  | Sebastián Silva    | David Greenwalt Jim Kouf    | 24 kwietnia 2015     | 3 września 2015  |
| Cytat odcinka: He had killed man, the noblest game of all, and he had killed in the face of the law of club and fang. |                               |                                                               |                    |                             |                      |                  |
| 20 | You Don’t Know Jack           | Nie znasz Jacka                                               | Terrence O’Hara    | Sean Calder Michael Golamco | 1 maja 2015          | 3 września 2015  |
| Cytat odcinka: Catch me when you can... |                               |                                                               |                    |                             |                      |                  |
| 21 | Headache                      | Ból głowy                                                     | Jim Kouf           | David Greenwalt Jim Kouf    | 8 maja 2015          | 10 września 2015 |
| Cytat odcinka: Stronger than lover’s love is lover’s hate. Incurable, in each the wounds they make. |                               |                                                               |                    |                             |                      |                  |
| 22 | Cry Havoc                     |                                                               | Noberto Barba      | Thomas Ian Griffith         | 15 maja 2015         | 10 września 2015 |
| Po odkryciu, że matka Nicka została zamordowana, Nick jest zdeterminowany by zemścić się na zabójcach. W tym czasie Juliette spotyka się z królem Friderickiem. Cytat odcinka: O, from this time forth, my thoughts be bloody or be nothing worth. |                               |                                                               |                    |                             |                      |                  |

### Seria 5 (2015–2016)
5 lutego 2015 roku NBC ogłosiła zamówienie 5 sezonu Grimm.
| 1 | The Grimm Identity                                                    | Tożsamość Grimma           | Eric Laneuville   | David Greenwalt Jim Kouf   | 30 października 2015 | 6 grudnia 2016  |
| Tajemnicza grupa napastników z agentką Chavez na czele porywają Trubel oraz zabierają ciało Juliette i głowę matki Nicka, Kelly, zostawiając nieprzytomnego Nicka. Nick pragnie zemsty na napastnikach i z pomocą przyjaciół próbuje namierzyć Chavez. Gdy w końcu udaje się ją namierzyć i porwać, dochodzą z nią do porozumienia i ta zgadza się zaaranżować spotkanie ze swoimi współpracownikami. Jednak gdy docierają na miejsce spotkania wpadają w zasadzkę zastawioną przez przeciwników. Chavez ginie, ale Nick „dziedziczy” jej telefon służący do kontaktów z jej współpracownikami – jednym z nich okazuje się być Martin Meisner. Adalind rodzi Nickowi syna i nadaje mu imię Kelly. Cytat odcinka: It is not light that we need, but fire. |                                                                       |                            |                   |                            |                      |                 |
| 2 | Clear and Wesen Danger                                                | Bezpośrednie zagrożenie    | Norberto Barba    | Thomas Ian Griffith        | 6 listopada 2015     | 6 grudnia 2016  |
| Nick stara się zapewnić bezpieczeństwo Adalind i ich dziecku, jednocześnie prowadząc poszukiwania Trubel. Kapitan Renard tymczasowo przydziela Hankowi nowego partnera. Sprawy komplikują się jednak, gdy okazuje się, że zabójcą w sprawie której prowadzą jest Wesen. Cytat odcinka: Cherish those who seek the truth but beware of those who find it. |                                                                       |                            |                   |                            |                      |                 |
| 3 | Lost Boys                                                             | Zagubieni chłopcy          | Aaron Lipstadt    | Sean Calder                | 13 listopada 2015    | 7 grudnia 2016  |
| Życie Rosalee znajduje się w niebezpieczeństwie, kiedy grupa sierot decyduje się wybrać sobie ją na ich nową matkę. Sprawa ma związek również ze sprawą zaginionej kobiety sprzed dwóch lat. Cytat odcinka: I think I had a mother once. |                                                                       |                            |                   |                            |                      |                 |
| 4 | Maiden Quest                                                          | Ręka dziewicy              | Hanelle Culpepper | Brenna Kouf                | 20 listopada 2015    | 7 grudnia 2016  |
| Nick bada sprawę zabójstwa związanego z tradycją Wesen razem z Hankiem, jednocześnie próbując ułożyć sobie nowe życie z Adalind. Cytat odcinka: After three days and nights, whoever tries and does not succeed shall be put to death. |                                                                       |                            |                   |                            |                      |                 |
| 5 | The Rat King                                                          | Szczurzy król              | David Solomon     | Jeff Miller                | 4 grudnia 2015       | 8 grudnia 2016  |
| Cytat odcinka: Rats! They fought the dogs, and killed the cats. |                                                                       |                            |                   |                            |                      |                 |
| 6 | Wesen Nacht                                                           | Noc wesenów                | Darnell Martin    | David Greenwalt & Jim Kouf | 11 grudnia 2015      | 8 grudnia 2016  |
| Cytat odcinka: Awake, arise, or be forever fall’n. |                                                                       |                            |                   |                            |                      |                 |
| 7 | Eve of Destruction                                                    | Matka destrukcja           | John Behring      | Thomas Ian Griffith        | 29 stycznia 2016     | 13 grudnia 2016 |
| Cytat odcinka: I have been bent and broken, but – I hope – into a better shape. |                                                                       |                            |                   |                            |                      |                 |
| 8 | A Reptile Dysfunction                                                 | Zaburzenia syczenia        | David Straiton    | Michael Golamco            | 5 lutego 2016        | 13 grudnia 2016 |
| Cytat odcinka: A sucker is born every minute. |                                                                       |                            |                   |                            |                      |                 |
| 9 | Star-Crossed                                                          | Ślepe szczęście            | Carlos Avila      | Sean Calder                | 12 lutego 2016       | 14 grudnia 2016 |
| Cytat odcinka: Only you shall not eat the blood; you shall pour it out on the earth like water. |                                                                       |                            |                   |                            |                      |                 |
| 10 | Map of the Seven Knights                                              | Mapa 7 rycerzy             | Aaron Lipstadt    | Jim Kouf                   | 19 lutego 2016       | 14 grudnia 2016 |
| Cytat odcinka: History is a nightmare from which I am trying to awake. |                                                                       |                            |                   |                            |                      |                 |
| 11 | Key Move                                                              | Kluczowe posunięcie        | Eric Laneuville   | Thomas Ian Griffith        | 4 marca 2016         | 15 grudnia 2016 |
| Cytat odcinka: It is not down in any map; true places never are. |                                                                       |                            |                   |                            |                      |                 |
| 12 | Into the Schwarzwald                                                  | W Czarny Las               | Norberto Barba    | David Greenwalt Jim Kouf   | 11 marca 2016        | 15 grudnia 2016 |
| Cytat odcinka: What’s past is prologue |                                                                       |                            |                   |                            |                      |                 |
| 13 | Silence of the Slams                                                  | Koszmar z ulicy Werstlingu | David Straiton    | Brenna Kouf                | 18 marca 2016        | 20 grudnia 2016 |
| Cytat odcinka: Give a man a mask and he will show his true face. |                                                                       |                            |                   |                            |                      |                 |
| 14 | Lycanthropia                                                          | Likantropia                | Lee Rose          | Jeff Miller                | 25 marca 2016        | 20 grudnia 2016 |
| Cytat odcinka: The world is full of obvious things which nobody by chance ever observes. |                                                                       |                            |                   |                            |                      |                 |
| 15 | Skin Deep                                                             | Powierzchowność            | Karen Gaviola     | Michael Golamco            | 1 kwietnia 2016      | 21 grudnia 2016 |
| Cytat odcinka: It is amazing how complete is the delusion that beauty is goodness. |                                                                       |                            |                   |                            |                      |                 |
| 16 | The Believer                                                          | Wierzący                   | John Behring      | David Greenwalt Jim Kouf   | 8 kwietnia 2016      | 21 grudnia 2016 |
| Cytat odcinka: We are each our own devil, and we make this world our hell. |                                                                       |                            |                   |                            |                      |                 |
| 17 | Inugami                                                               | Inugami                    | Sharat Raju       | Kyle McVey                 | 15 kwietnia 2016     | 22 grudnia 2016 |
| Cytat odcinka: Revenge is the act of passion; vengeance is an act of justice. |                                                                       |                            |                   |                            |                      |                 |
| 18 | Good to the Bone                                                      | Dobry do szpiku kości      | Peter Werner      | Martin Weiss               | 22 kwietnia 2016     | 22 grudnia 2016 |
| Cytat odcinka: The evil that men do lives after them; the good is oft interred with their bones. |                                                                       |                            |                   |                            |                      |                 |
| 19 | The Taming of the Wu                                                  | Ujarzmić Wu                | Terrence O’Hara   | Brenna Kouf                | 29 kwietnia 2016     | 27 grudnia 2016 |
| Cytat odcinka: Nothing is so painful to the human mind as a great and sudden change. |                                                                       |                            |                   |                            |                      |                 |
| 20 | Bad Night                                                             | Zła noc                    | Norberto Barba    | Sean Calder                | 13 maja 2016         | 27 grudnia 2016 |
| Cytat odcinka: We have to distrust each other. It is our only defense against betrayal. |                                                                       |                            |                   |                            |                      |                 |
| 21 | Set Up także jako The Beginning of the End, Part I                    | Początek końca – część 1   | David Greenwalt   | David Greenwalt Jim Kouf   | 20 maja 2016         | 28 grudnia 2016 |
| Cytat odcinka: It is better to die on your feet than to live on your knees. |                                                                       |                            |                   |                            |                      |                 |
| 22 | The Beginning of the End także jako The Beginning of the End, Part II | Początek końca – część 2   | Norberto Barba    | Thomas Ian Griffith        | 20 maja 2016         | 28 grudnia 2016 |

### Seria 6 (2017)
23 kwietnia 2016 roku NBC prolongowało serial o 13 odcinków.
| 1 | Fugitive                   | Aaron Lipstadt  | David Greenwalt Jim Kouf                | 6 stycznia 2017  | 21 marca 2017    |
| Cytat odcinka: Maybe this world is another planet’s hell.                                                          |                            |                 |                                         |                  |                  |
| 2 | Trust Me Knot              | John Gray       | David Greenwalt Jim Kouf                | 13 stycznia 2017 | 21 marca 2017    |
| Cytat odcinka: Man is not what he thinks he is, he is what he hides.                                               |                            |                 |                                         |                  |                  |
| 3 | Oh Captain, My Captain     | David Giuntoli  | Thomas Ian Griffith                     | 20 stycznia 2017 | 28 marca 2017    |
| Cytat odcinka: You will face yourself again in a moment of terror...                                               |                            |                 |                                         |                  |                  |
| 4 | El Cuegle                  | Carlos Avila    | Brenna Kouf                             | 27 stycznia 2017 | 28 marca 2017    |
| Cytat odcinka: Foretold our fate; but, by the God’s decree, all heard, and none believed the prophecy.             |                            |                 |                                         |                  |                  |
| 5 | The Seven Year Itch        | Lee Rose        | Jeff Miller                             | 3 lutego 2017    | 4 kwietnia 2017  |
| Cytat odcinka: When something itches my dear sir, the natural tendency is to scratch.                              |                            |                 |                                         |                  |                  |
| 6 | Breakfast in Bed           | Julie Herlocker | Kyle McVey                              | 10 lutego 2017   | 4 kwietnia 2017  |
| Cytat odcinka: Sleep is good, death is better; but of course, the best thing would to have never been born at all. |                            |                 |                                         |                  |                  |
| 7 | Blind Love                 | Aaron Lipstadt  | Sean Calder                             | 17 lutego 2017   | 11 kwietnia 2017 |
| Cytat odcinka: Love looks not with the eyes, but with the mind, and therefore is winged Cupid painted blind.       |                            |                 |                                         |                  |                  |
| 8 | The Son Also Rises         | Peter Werner    | Todd Milliner & Nick Peet               | 24 lutego 2017   | 11 kwietnia 2017 |
| Cytat odcinka: No man chooses evil because it is evil; he only mistakes it for happiness.                          |                            |                 |                                         |                  |                  |
| 9 | Tree People                | Jim Kouf        | Brenna Kouf                             | 3 marca 2017     | 18 kwietnia 2017 |
| Cytat odcinka: In the morning glad I see; my foe outstretched beneath the tree.                                    |                            |                 |                                         |                  |                  |
| 10 | Blood Magic                | Janice Cooke    | Thomas Ian Griffith                     | 10 marca 2017    | 18 kwietnia 2017 |
| Cytat odcinka: Nothing, they say is more certain than death, and nothing more uncertain than the time of dying.    |                            |                 |                                         |                  |                  |
| 11 | Where the Wild Things Were | Terrence O’Hara | Brenna Kouf                             | 17 marca 2017    | 25 kwietnia 2017 |
| Cytat odcinka: Hell is empty and all the devils are here.                                                          |                            |                 |                                         |                  |                  |
| 12 | Zerstörer Shrugged         | Aaron Lipstadt  | David Greenwalt, Jim Kouf, Breanna Kouf | 24 marca 2017    | 25 kwietnia 2017 |
| Cytat odcinka: You shall break them with a rod                                                                     |                            |                 |                                         |                  |                  |
| 13 | The End                    | David Greenwalt | David Greenwalt & Jim Kouf              | 31 marca 2017    | 25 kwietnia 2017 |
| Cytat odcinka: Thy rod and thy staff they comfort me                                                               |                            |                 |                                         |                  |                  |

## Webisode

### Bad Hair Day
Ten czteroczęściowy odcinek wyemitowany został w przerwie w emisji drugiej serii serialu, między odcinkiem dwunastym (Season of the Hexenbiest) a trzynastym (The Face Off). Każda z części ma osobną nazwę. Wszystkie części tego odcinka znalazły się jako dodatek do wydania DVD i Blu-Ray drugiego sezonu serialu.
| część 1 | A Sore Subject                  | 16 stycznia 2013 |
| część 2 | A Helping Hand                  | 25 stycznia 2013 |
| część 3 | Friendly Neighborhood Eisbieber | 1 lutego 2013    |
| część 4 | Late Night Crisis               | 8 lutego 2013    |
| Bud przychodzi do sklepu Rosalee szukając czegoś na porost włosów. Cytat odcinka: „Well, well,” said he, as he stroked his hair down on his head. „Who would have thought it?” (bajka braci Grimm nr 83 Szczęśliwy Jaś) |                                 |                  |

### Meltdown
Ten odcinek został emitowany pomiędzy serią drugą a trzecią, na oficjalnej stronie telewizji NBC. Można go również obejrzeć na oficjalnym kanale serialu Grimm w serwisie Youtube.
| część 1 | Deep Freeze                  | 4 października 2013  |
| część 2 | On Hands and Knees           | 11 października 2013 |
| część 3 | Tight Squeeze                | 18 października 2013 |
| część 4 | dance with the Dammerzustand | 25 października 2013 |
| Bud ma problem z zombie w swoim warsztacie i dzwoni po pomoc. Cytat odcinka: And instantly a cold, deadly chill passed throughout his limbs. (baśń Dziewica Lodów Hansa Christiana Andersena) |                              |                      |

### Love is in the Air
Ten odcinek został emitowany w przerwie w emisji, pomiędzy odcinkami trzeciego sezonu – The Wild Hunt oraz Revelation. Można go również obejrzeć na oficjalnym kanale serialu Grimm w serwisie Youtube.
| część 1-4 | Elegant Endeavors | 14 lutego 2014 |
| Juliette i Rosalee zapraszają swoje przyjaciółki na imprezę walentynkową. Cytat odcinka: Her future husband awaits her on the top of the mountain. He is a monster whom neither gods nor men can resist. |                   |                |